# Mariano Machì
Mariano Machì (Palermo, 20 agosto 1963) è un militare italiano Vice Brigadiere dell'Arma dei Carabinieri in forza la Nucleo Radiomobile di Chiari (BS), insignito di Medaglia d'Oro al Valor Civile.

## Il fatto
La mattina del 29 marzo 2000 in servizio di pattuglia con l'Appuntato Scelto Sergio Gallo, intervenne nel corso di una rapina presso la filiale dell'azienda di credito "Bipop- Carrie" di Chiari. L'assalto alla banca fu portato a termine da due banditi armati di pistola e con il volto coperto da passamontagna che stavano uscendo con 32 milioni in un sacco e il vicedirettore come ostaggio quando una cliente si era accorse dall'esterno del colpo e avvertì la pattuglia di carabinieri di passaggio. Il vicebrigadiere Mariano Machì di 37 anni e l’appuntato Sergio Gallo di 35 avevano atteso l'uscita dei malviventi, ma non avevano pensato alla presenza di due complici all'esterno, che avevano cominciato a sparare all'impazzata contro i militari. I due carabinieri rimasero a terra feriti (Machi, colpito all'addome e all'arteria femorale, aveva rischiato la vita) e i quattro malviventi fuggirono a bordo di un’Audi 80. 
Girolamo Zane, 48enne residente a San Felice, sospettato di essere uno degli autori, venne arrestato il 12 agosto 2000 a casa propria dov'era arrivato di nascosto per festeggiare il compleanno della figlia. L’abitazione era sorvegliata e l’uomo fu trovato nel solaio. 
Zane deve ancora scontare circa quattro degli otto anni che gli furono inflitti per tentato omicidio e porto abusivo di armi e per danneggiamento aggravato a causa della violenta rapina. Al momento non si trova in carcere poiché, affetto da una grave malattia agli occhi, sta seguendo una terapia sperimentale. 
Con lui quel giorno c'erano altri tre complici, ma solo uno di loro è stato identificato ed è in attesa della condanna definitiva. Degli altri due Zane non ha mai fatto il nome.
Il 19 aprile 2001 il Presidente della Repubblica Carlo Azeglio Ciampi ha conferito la Medaglia d'Oro al Valor Civile al Vice Brigadiere Machì.